# Kontrabasszustuba

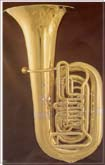
B-tuba

A kontrabasszustuba, más néven Kaiserbass a tenortubánál egy oktávval mélyebb hangolású tubafajta. D-, C- vagy B hangolású (ezen hangolásúakat szokás még duplatuba néven illetni). 
Megalkotója Václav Frantisek Cervený, aki 1845-ben konstruált először ilyen hangszert.
A fúvószenekar és fanfár-együttes mellett Richard Wagner Ring ciklusa óta bevonult a klasszikus zenekarokba is.